# Batuka
La batuka est une forme d'aérobic qui se pratique sur des musiques latines (salsa, reggaeton, rumba flamenca, samba, dance latino).

## Caractéristiques
La batuka est créée en 2006 par Jéssica Expósito, chorégraphe de l'émission de téléréalité espagnole Operación Triunfo, et s'inspire des danses associées et de ceux d'arts martiaux (notamment capoeira, kick-boxing, kung fu et tai-chi-chuan). Elle se divise en plusieurs styles : batuka latin, extreme, beach, power, zeen... Le latin et beach ressemblent plus à de l'aérobic. Le power et extreme sont d'un rythme plus soutenu et ont plus de pas sautés comme dans le kick-boxing et la capoeira… Dans tous les cas, c'est un bon exercice pour le rythme cardiaque et le renforcement général du corps et des muscles.